# Église Sainte-Nonne d'Altarnun
L'église Sainte-Nonne d'Altarnun est une église paroissiale anglicane située dans le village d'Altarnun dans le comté de Cornouailles, en Angleterre. Elle est dédiée à sainte Nonne, la mère de saint David. L'église est protégée comme monument classé de Grade I. 

## Historique et architecture
La partie la plus ancienne de l'édifice date de l'époque normande. Toutefois, la plupart des éléments, dont les bas-côtés nord et sud, sont ajoutés au XVe siècle. L'édifice est restauré en 1867 par E. Sedding.
Cette église de style perpendiculaire possède des fonts baptismaux normands raffinés ainsi que de nombreux éléments en bois, dont le jubé, les extrémités des bancs et la clôture d'autel qui datent de 1684.
Le jubé à trois portes, avec ses corniches, son remplage et ses voûtes finement sculptées, est un des plus raffinés des Cournouailles du XVe siècle. Les 79 extrémités de bancs, sculptées par Robert Daye entre 1510 et 1530, représentent de nombreuses scènes, dont un violoniste et joueur de cornemuse cornique. Dans les années 1980, une extrémité de banc endommagée est restaurée par le maître-menuisier local Douglas Edward. D'après l'inventaire de Langdon en 1896, la paroisse compte sept crucifix en pierre, dont un dans le cimetière de l'église Sainte-Nonne.
L'église possède un ensemble de huit cloches renfermées dans le clocher de 33 m de haut.

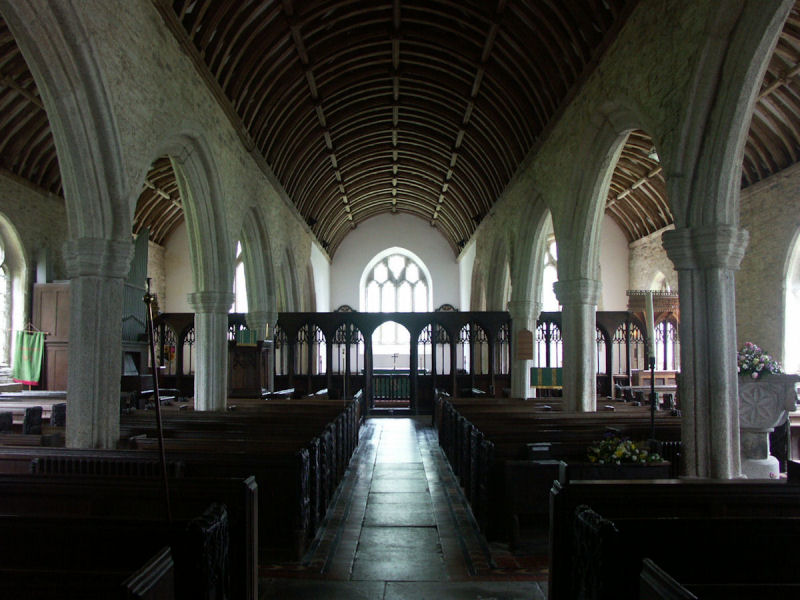
L'intérieur de l'église Sainte-Nonne
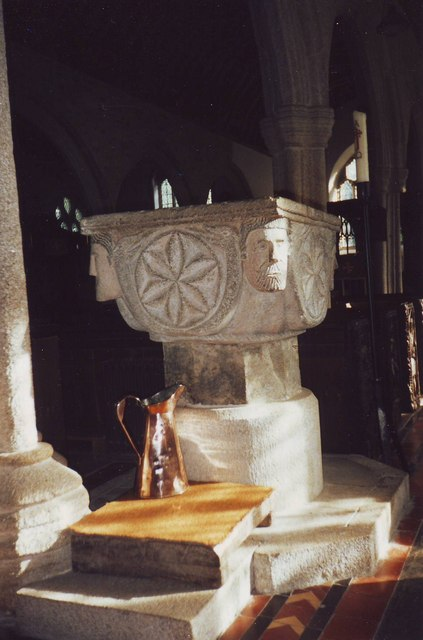
Les fonts baptismaux
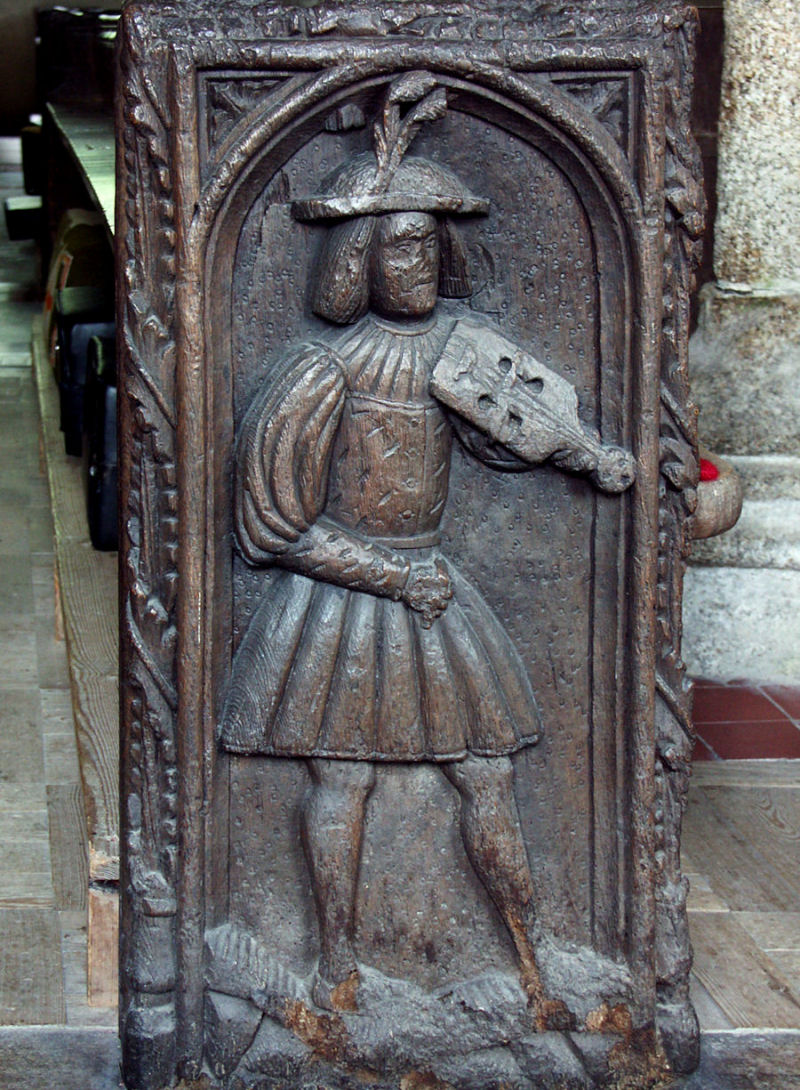
L'extrémité d'un banc

## Statut paroissial
Sainte-Nonne est rattachée au doyenné de Trigg Major et à l'archidiaconé de Bodmin du diocèse anglican de Truro. Le bénéfice de la paroisse est partagé avec ceux de Saint-Sidwell et Saint-Gulval de Laneast et celui de Saint-Clederus de St Clether.

## Statut patrimonial
L'église Sainte-Nonne est enregistrée comme monument classé de Grade I sur la National Heritage List for England. De plus, cinq éléments rattachés à l'église sont classés comme monuments de Grade II : l'entrée nord-est du cimetière, l'entrée nord-ouest, la porte avec ses colonnes et le mur adjacent ainsi que le support de l'entrée sud-est, de même que deux éléments du cimetière (le tombeau de la famille Isbell ainsi qu'un coffre funéraire et une stèle en pierre).

## En littérature
Dans le roman L'Auberge de la Jamaïque de Daphné du Maurier, c'est dans cette église que le vicaire malfaisant d'Altarnun, chef d'une bande de naufrageurs, peint un tableau dans lequel il se représente en loup, les autres membres de sa congrégation étant représentés avec des têtes de mouton. 